# Xã Elm Springs, Quận Meade, South Dakota
Xã Elm Springs (tiếng Anh: Elm Springs Township) là một xã thuộc quận Meade, tiểu bang Nam Dakota, Hoa Kỳ. Năm 2010, dân số của xã này là 27 người.